# Rio Sotério
Rio Sotério är ett vattendrag i Brasilien.   Det ligger i delstaten Rondônia, i den västra delen av landet, 1 900 km väster om huvudstaden Brasília.
I omgivningarna runt Rio Sotério växer i huvudsak städsegrön lövskog. Trakten runt Rio Sotério är nära nog obefolkad, med mindre än två invånare per kvadratkilometer.